# Clute (Texas)
Clute è un centro abitato degli Stati Uniti d'America, situato nella contea di Brazoria dello Stato del Texas.

## Società

### Evoluzione demografica
Secondo il censimento del 2000, c'erano 10.424 persone, 3.674 nuclei familiari, e 2.564 famiglie residenti nella città. La densità di popolazione era di 1.949,1 persone per miglio quadrato (752,3/km²). C'erano 4.142 unità abitative a una densità media di 774,5 per miglio quadrato (298,9/km²). La composizione etnica della città era formata dal 64,22% di bianchi, il 7,66% di afroamericani, lo 0,76% di nativi americani, lo 0,96% di asiatici, lo 0,01% di isolani del Pacifico, il 23,03% di altre etnie, e il 3,37% di due o più etnie. Gli ispanici o latinos di qualunque razza erano il 48,09% della popolazione.
C'erano 3.674 nuclei familiari di cui il 41,0% avevano figli di età inferiore ai 18 anni, il 49,3% erano coppie sposate conviventi, il 14,5% aveva un capofamiglia femmina senza marito, e il 30,2% erano non-famiglie. Il 24,0% di tutti i nuclei familiari erano individuali e il 4,7% aveva componenti con un'età di 65 anni o più che vivevano da soli. Il numero di componenti medio di un nucleo familiare era di 2,79 e quello di una famiglia era di 3,35.
La popolazione era composta dal 31,4% di persone sotto i 18 anni, il 13,5% di persone dai 18 ai 24 anni, il 31,1% di persone dai 25 ai 44 anni, il 16,4% di persone dai 45 ai 64 anni, e il 7,6% di persone di 65 anni o più. L'età media era di 28 anni. Per ogni 100 femmine c'erano 101,7 maschi. Per ogni 100 femmine dai 18 anni in giù, c'erano 99,7 maschi.
Il reddito medio di un nucleo familiare era di 32.622 dollari, e quello di una famiglia era di 34.638 dollari. I maschi avevano un reddito medio pro capite di 31.574 dollari contro i 18.396 dollari delle femmine. Il reddito medio pro capite totale era di 14.008 dollari. Circa il 16,0% delle famiglie e il 18,2% della popolazione erano sotto la soglia di povertà, incluso il 22,0% di persone sotto i 18 anni e il 14,5% di persone di 65 anni o più.